# Thomas Henry Huxley
Aquest autor és citat en taxonomia animal amb el nom «Huxley».
Thomas Henry Huxley   (Ealing, 4 de maig de 1825 - Eastbourne, 29 de juny de 1895), fou un biòleg anglès, conegut com «el buldog de Darwin» per la seva defensa de la teoria evolutiva de Charles Darwin.
El seu debat sobre l'evolució a Oxford del 1860 amb el bisbe d'Oxford, Samuel Wilberforce, fou un moment clau en l'acceptació àmplia de l'evolució, i de la seva pròpia carrera. Wilberforce tenia el suport de Richard Owen, contra qui Huxley també debatia sobre si els humans estan molt relacionats amb els simis. Huxley trigà a acceptar algunes de les idees de Darwin, com ara el gradualisme, i no es decidí sobre la selecció natural, però, així i tot, es bolcà en el seu suport públic a Darwin. Fou vital per desenvolupar l'educació científica a Gran Bretanya, i lluità contra les modalitats més extremes de tradició religiosa. Huxley havia planejat marxar d'Oxford el dia anterior, però, després d'una trobada amb Robert Chambers, l'autor de Vestiges, va canviar d'opinió i va decidir sumar-se al debat. Wilberforce va ser entrenat per Richard Owen, contra qui Huxley també va debatre sobre si els humans estaven estretament relacionats amb els simis.
Huxley va tardar a acceptar algunes de les idees de Darwin, com ara el gradualisme, i estava indecís sobre la selecció natural, però malgrat això va ser sincer en el seu suport públic a Darwin. Va ser instrumental per desenvolupar l'educació científica a Gran Bretanya, va lluitar contra les versions més extremes de la tradició religiosa. Huxley va encunyar el terme "agnosticisme" el 1869 i el va elaborar el 1889 per emmarcar la naturalesa de les afirmacions en termes del que és cognoscible i el que no ho és.
Huxley tenia poca educació formal i era pràcticament autodidacta. Es va convertir potser en el millor anatomista comparat de finals del segle xix. Va treballar sobre els invertebrats, aclarint les relacions entre grups abans poc entesos. Més tard, va treballar sobre els vertebrats, especialment sobre la relació entre els simis i els humans. Després de comparar arqueòpterix amb aompsognathus, va arribar a la conclusió que els ocells van evolucionar a partir de petits teròpodes carnívors, una creença encara àmpliament vigent avui dia.
La tendència ha estat que aquesta bona obra anatòmica es vegi eclipsada per la seva activitat enèrgica i controvertida a favor de l'evolució, i per la seva extensa obra pública sobre educació científica, ambdues que van tenir efectes significatius en la societat britànica i d'altres llocs. La conferència Romanes de 1893 de Huxley, "Evolució i ètica", té una gran influència a la Xina; la traducció xinesa de la conferència de Huxley fins i tot va transformar la traducció xinesa de L'origen de les espècies de Darwin.

## Biografia
Thomas Henry Huxley va néixer a Ealing, llavors un poble de Middlesex. Va ser el segon més jove de vuit fills de George Huxley i Rachel Withers. Els seus pares eren membres de l'Església d'Anglaterra però ell simpatitzava amb els inconformistes. Com alguns altres científics britànics del segle xix, com Alfred Russel Wallace, Huxley es va criar en una família de classe mitjana alfabetitzada que havia caigut en temps difícils. El seu pare va ser professor de matemàtiques a la Great Ealing School fins que va tancar, va posar la família en dificultats financeres. Com a resultat, Thomas va deixar l'escola als 10 anys, després de només dos anys d'escolarització formal.
Malgrat aquest inici poc envejable, Huxley estava decidit a educar-se. Es va convertir en un dels grans autodidactes del segle xix. Al principi va llegir Thomas Carlyle, la Geologia de James Hutton i la Lògica de Hamilton. En la seva adolescència va aprendre l'alemany ell sol, i finalment va arribar a parlar-lo amb fluïdesa i Charles Darwin el va fer servir com a traductor de material científic en alemany. Va aprendre llatí i prou grec per llegir Aristòtil a l'original.
Més tard, de jove, es va convertir en un expert, primer ensenyant-se sobre els invertebrats, i més tard sobre els vertebrats. Va fer moltes de les il·lustracions per a les seves publicacions sobre invertebrats marins. En els seus debats i escrits posteriors sobre ciència i religió, la seva comprensió de la teologia era millor que molts dels seus oponents clericals.

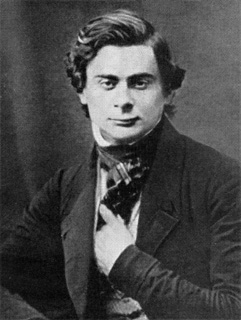
Huxley, a 21 anys

Va ser aprenent durant curts períodes de diversos metges: als 13 anys amb el seu cunyat John Cooke a Coventry, qui el va passar a Thomas Chandler, destacat pels seus experiments amb el magnetisme animal amb finalitats mèdiques. La pràctica de Chandler va ser a Rotherhithe de Londres enmig de la miseria que van patir els pobres de Dickens. Després, un altre cunyat el va agafar: John Salt, el marit de la seva germana gran. Aleshores, amb 16 anys, Huxley va ingressar al Sydenham College (darrere de l'University College Hospital), una escola d'anatomia. Durant tot aquest temps Huxley va continuar amb el seu programa de lectura, que va compensar amb escreix la seva manca d'escolarització formal.
Un any més tard, impulsat per excel·lents resultats i una medalla de plata al concurs anual de la Societat d'apotecaris, Huxley va ser admès per estudiar a l'Hospital de Charing Cross, on va obtenir una petita beca. A Charing Cross, va ser professor de Thomas Wharton Jones, professor de Medicina i Cirurgia Oftàlmica a la University College de Londres. Jones havia estat l'ajudant de Robert Knox quan Knox va comprar cadàvers de Burke i Hare. El jove Wharton Jones, que va actuar com a intermediari, va ser exonerat del crim, però va pensar que era millor abandonar Escòcia. El 1845, sota la guia de Wharton Jones, Huxley va publicar el seu primer article científic que demostrava l'existència d'una capa fins ara no reconeguda a la beina interior dels pèls, una capa que es coneix des d'aleshores com la capa de Huxley. Sens dubte, recordant això, més tard Huxley va organitzar una pensió per al seu antic tutor.
Als vint anys va aprovar el primer examen de MB a la Universitat de Londres, guanyant la medalla d'or d'anatomia i fisiologia. No obstant això, no es va presentar als exàmens finals (Segon MB) i, per tant, no es va qualificar amb un títol universitari. Els seus aprenentatges i els seus resultats d'exàmens van constituir una base suficient per a la seva candidatura a la Royal Navy.

### Viatge delRattlesnake
Amb 20 anys, Huxley era massa jove per sol·licitar una llicència per exercir al Royal College of Surgeons, i estava "profundament endeutat". Així que, a proposta d'un amic, va sol·licitar un nomenament a la Royal Navy. Tenia referències i certificats que mostraven el temps dedicat al seu aprenentatge i de requisits com la dissecció i la farmàcia. William Burnett, el metge general de la Marina, el va entrevistar i va disposar que el Col·legi de Cirurgians pogués provar la seva competència (mitjançant un examen oral).

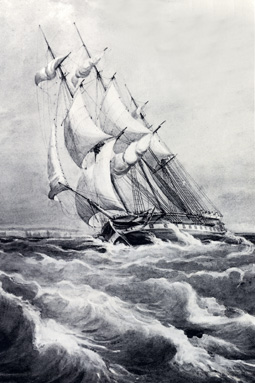
HMS Rattlesnake per l'artista Oswald Brierly

Finalment, Huxley va ser nomenat cirurgià assistent (però en la pràctica naturalista marí) de l'HMS Rattlesnake (1822), a punt d'embarcar en un viatge de descobriment i topografia a Nova Guinea i Austràlia. El Rattlesnake va sortir d'Anglaterra el 3 de desembre de 1846 i, un cop va arribar a l'hemisferi sud, Huxley va dedicar el seu temps a l'estudi dels invertebrats marins. Va començar a enviar detalls dels seus descobriments a Anglaterra, on la publicació va ser organitzada per Edward Forbes FRS (que també havia estat alumne de Knox). Tant abans com després del viatge, Forbes va ser una mena per a Huxley.
L'article de Huxley "Sobre l'anatomia i les afinitats de la família de les meduses" va ser publicat el 1849 per la Royal Society a les seves transaccions filosòfiques. Huxley va unir els pòlips Hidroides i Sertularis amb les Meduses per formar una classe a la qual va donar posteriorment el nom d Hidrozous. La connexió que va fer va ser que tots els membres de la classe constaven de dues capes cel·lulars, que tancaven una cavitat central o estómac. Això és característic del fílum anomenat ara Cnidaris. Va comparar aquesta característica amb les estructures seroses i mucoses dels embrions d'animals superiors. Quan per fi va obtenir una beca de la Royal Society per a la impressió de planxes, Huxley va poder resumir aquest treball a The Oceanic Hydrozoa, publicat per la Ray Society el 1859.

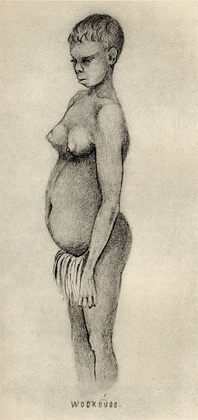
Dona australiana: dibuix a llapis de Huxley

El valor del treball de Huxley va ser reconegut i, en tornar a Anglaterra el 1850, va ser escollit membre de la Royal Society. L'any següent, als vint-i-sis anys, no només va rebre la medalla de la Royal Society sinó que també va ser elegit membre del Consell. Va conèixer Joseph Dalton Hooker i John Tyndall, que van romandre els seus amics de tota la vida. L'Almirallat el va retenir com a ajudant-cirurgià nominal, perquè pogués treballar en els exemplars que va recollir i les observacions que va fer durant el viatge del Rattlesnake. Va resoldre el problema de l'apendicularis, el lloc del qual en el regne animal Johannes Peter Müller s'havia trobat totalment incapaç d'assignar-li. Ell i els ascidis són tots dos, com va demostrar Huxley, tunicats, avui considerats com un grup germà dels vertebrats del fílum Cordats. També cal destacar altres treballs sobre la morfologia dels cefalòpodes i sobre els braquiòpodes i rotífers.

### Darrers anys
Huxley va renunciar efectivament a la marina en negar-se a tornar al servei actiu, i el juliol de 1854 es va convertir en professor d'història natural a la Royal School of Mines i naturalista del British Geological Survey l'any següent. A més, va ser professor Fulleriano a la Royal Institution 1855–58 i 1865–67; Professor Hunterian al Royal College of Surgeons 1863–69; President de l'Associació Britànica per a l'Avenç de la Ciència 1869–1870; President del Quekett Microscopical Club 1878; President de la Royal Society 1883–85; Inspector de Pesca 1881–85; i president de la Marine Biological Association of the United Kingdom 1884–1890. Va ser elegit membre de la Societat Filosòfica Americana el 1869.

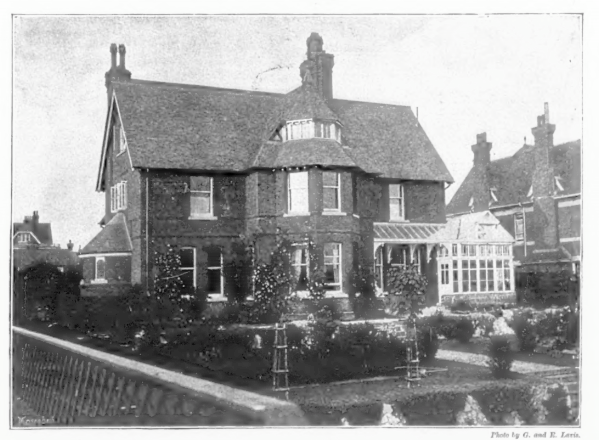
Hodeslea, Staveley Road, Eastbourne

Els trenta-un anys durant els quals Huxley va ocupar la càtedra d'història natural a la Royal School of Mines van incloure treballs sobre paleontologia de vertebrats i molts projectes per avançar en el lloc de la ciència a la vida britànica. Huxley es va retirar el 1885, després d'un atac de malaltia depressiva que va començar el 1884. Va renunciar a la presidència de la Royal Society a mig mandat, la Inspecció de Pesca, i la seva càtedra (tan aviat com va poder decent) i va prendre sis mesos de permís. La seva pensió era de 1.200 lliures a l'any.

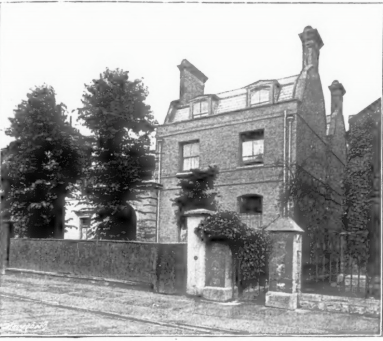
4 Marlborough Place, Londres

La casa londinenca d'Huxley, on va escriure moltes de les seves obres, es trobava al número 4 de Marlborough Place, St. John's Wood. La casa es va ampliar a principis de la dècada de 1870 per incloure un gran saló de dibuix i menjador on celebrava reunions informals dominicals.

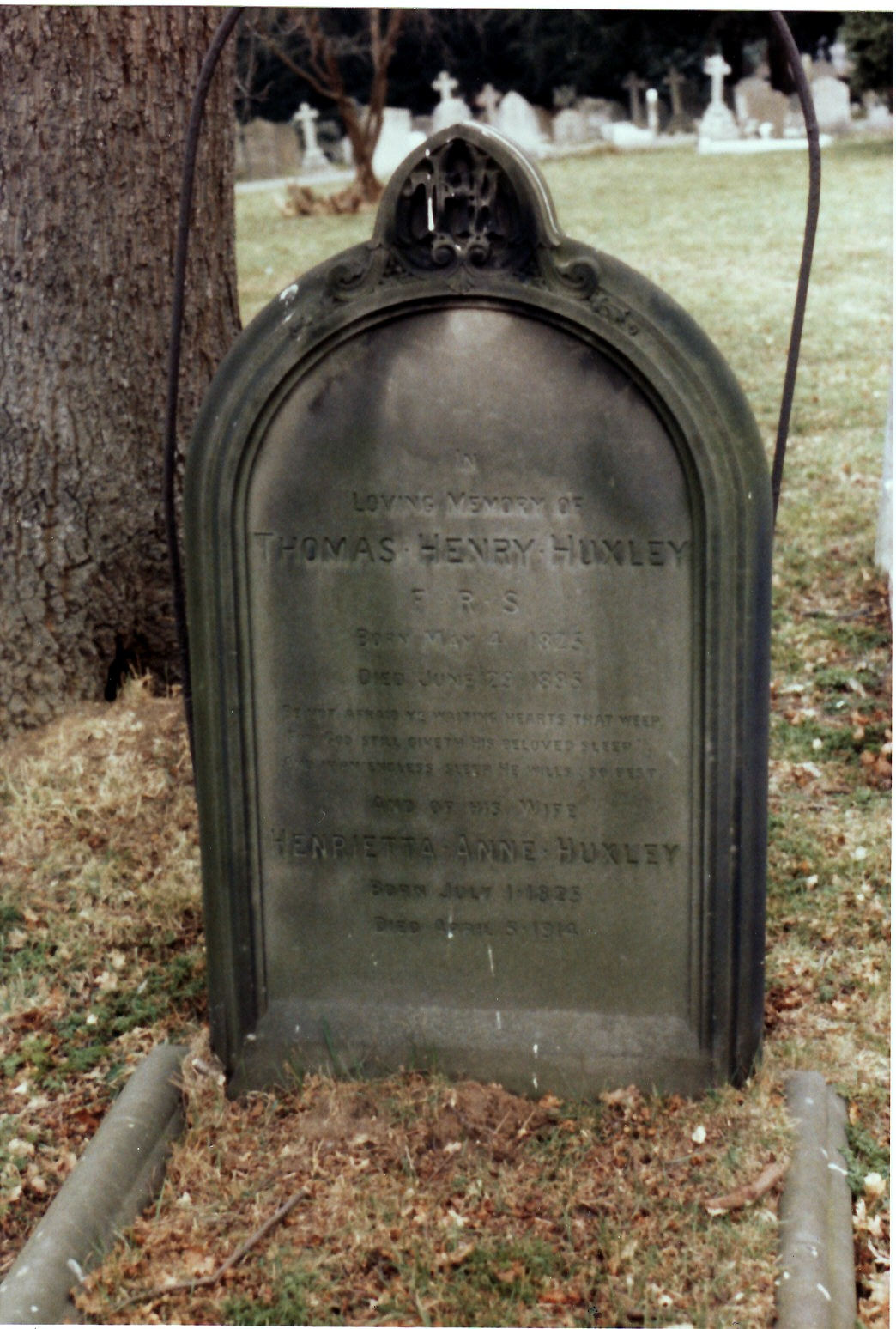

El 1890, es va traslladar de Londres a Eastbourne, on havia comprat un terreny a Staveley Road sobre el qual es va construir una casa, 'Hodeslea', sota la supervisió del seu gendre F. Waller. Aquí Huxley va editar els nou volums dels seus Assajos recopilats. El 1894 va saber del descobriment d'Eugene Dubois a Java de les restes de Pithecanthropus erectus (ara conegut com Homo erectus).
Va morir d'un atac de cor (després de contraure grip i pneumònia) el 1895 a Eastbourne, i va ser enterrat a Londres al cementiri d'East Finchley. No es van enviar invitacions, però dues-centes persones van acudir al funeral; van incloure Joseph Dalton Hooker, William Henry Flower, Mulford B. Foster, Edwin Lankester, Joseph Lister i, pel que sembla, Henry James. La parcel·la familiar s'havia comprat a la mort del seu fill gran Noel, que va morir d'escarlatina el 1860; L'esposa d'Huxley, Henrietta Anne, de née Heathorn, i el seu fill Noel, també estan enterrats allà.

## Família
Huxley i la seva dona van tenir cinc filles i tres fills: 
- Noel Huxley (1856–1860), mort amb tres anys.[25][26]
- Jessie Oriana Huxley (1856–1927), casada amb l'arquitecte Fred Waller el 1877.
- Marian Huxley (1859–1887), es va casar amb l'artista John Collier el 1879.
- Leonard Huxley (1860–1933), es va casar amb Julia Arnold.
- Rachel Huxley (1862–1934), es va casar amb l'enginyer civil Alfred Eckersley el 1884.
- Henrietta (Nettie) Huxley (1863–1940), casada amb Harold Roller, va viatjar per Europa com a cantant.
- Henry Huxley (1865–1946), es va convertir en un metge generalista de moda a Londres.
- Ethel Huxley (1866–1941) es va casar amb l'artista John Collier (vidu de la germana) el 1889.

### Obligacions i premis públics
A partir de 1870, Huxley es va veure allunyat fins a cert punt de la investigació científica. Va formar part de vuit comissions reials, de 1862 a 1884. De 1871 a 1880 va ser secretari de la Royal Society i de 1883 a 1885 va ser president. Va ser president de la Societat Geològica de 1868 a 1870. El 1870, va ser president de l'Associació Britànica a Liverpool i, el mateix any, va ser elegit membre de la recentment constituïda London School Board. Va ser president del Quekett Microscopical Club de 1877 a 1879. Va ser la persona líder entre els que van reformar la Royal Society, van convèncer el govern sobre la ciència i van establir l'educació científica a les escoles i universitats britàniques.

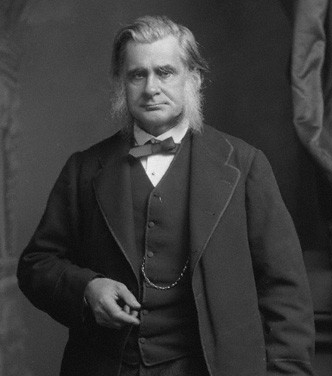
Huxley per Alexander Bassano c. 1883

Va rebre els més alts honors oberts llavors als homes de ciència britànics. La Royal Society, que l'havia escollit Fellow quan tenia 25 anys (1851), li va concedir la Medalla Reial l'any següent (1852), un any abans que Charles Darwin obtingués el mateix guardó. Va ser el biòleg més jove a rebre aquest reconeixement. Més tard va rebre la Medalla Copley el 1888 i la Medalla Darwin el 1894; la Societat Geològica li va concedir la Medalla Wollaston el 1876; la Societat Linneana li va atorgar la Medalla linneana el 1890. Hi va haver moltes altres eleccions i nomenaments per a eminents cossos científics; aquests i els seus nombrosos premis acadèmics figuren a la Vida i Lletres. Va rebutjar molts altres nomenaments, en particular la càtedra Linacre de zoologia a Oxford i el Mastership of University College, Oxford.
El 1873 el rei de Suècia va convertir Huxley, Hooker i Tyndall Cavallers de l'Ordre de l'Estrella Polar: podien portar la insígnia però no utilitzar el títol a Gran Bretanya. Huxley va reunir molts membres honorífics de societats estrangeres, premis acadèmics i doctorats honoris causa de Gran Bretanya i Alemanya. També es va convertir en membre estranger de la Reial Acadèmia d'Arts i Ciències dels Països Baixos el 1892.
Com a reconeixement als seus nombrosos serveis públics va ser nomenat Conseller Privat el 1892.
Malgrat els seus nombrosos èxits, l'estat britànic no li va concedir cap premi fins ben aviat. En això ho va fer millor que Darwin, que no va rebre cap premi de cap mena de l'estat. (La proposta de cavaller de Darwin va ser vetada pels consellers eclesiàstics, inclòs Wilberforce) Potser Huxley havia comentat massa sovint la seva antipatia pels honors, o potser els seus nombrosos assalts a les creences tradicionals de la religió organitzada van fer enemics a l'establishment; va tenir debats vigorosos amb Benjamin Disraeli, William Ewart Gladstone i Arthur Balfour, i la seva relació amb Lord Salisbury va ser menys que tranquil·la.
Huxley va ser durant uns trenta anys l'advocat més eficaç de l'evolució, i per a alguns Huxley va ser el "principal defensor de la ciència al segle xix [per] tot el món de parla anglesa".
Tot i que va tenir molts admiradors i deixebles, la seva jubilació i la seva mort posterior van deixar la zoologia britànica una mica desproveïda de lideratge. Havia dirigit, directament o indirectament, les carreres i els nomenaments de la següent generació. Huxley pensava que era "l'únic home que pot dur a terme el meu treball": les morts de Balfour i WK Clifford van ser "les pèrdues més grans per a la ciència del nostre temps".

### Paleontologia de vertebrats
La primera meitat de la carrera de Huxley com a paleontòleg està marcada per una predilecció força estranya pels "tipus persistents", en què semblava argumentar que l'avenç evolutiu (en el sentit de nous grups importants d'animals i plantes) era rar o absent en el Fanerozoic. En la mateixa línia, va tendir a retrocedir l'origen de grups importants com els ocells i els mamífers a l'era paleozoica, i a afirmar que cap ordre de plantes s'havia extingit mai.

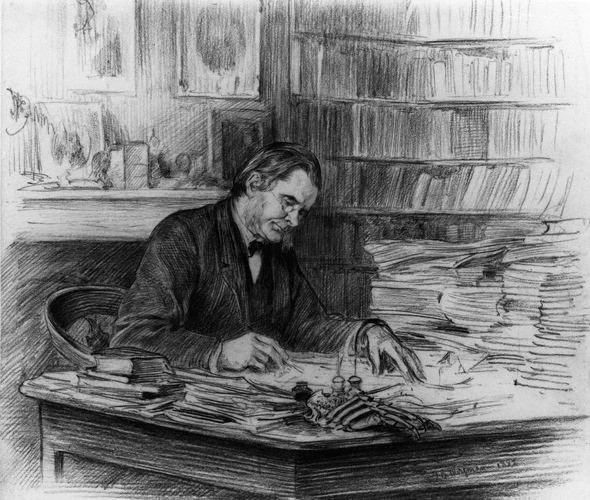
Huxley per Wirgman, dibuix a llapis, 1882

Els historiadors de la ciència han consumit molt paper que rumien sobre aquesta idea estranya i una mica poc clara. Huxley es va equivocar en plantejar la pèrdua d'ordres al Fanerozoic fins al 7%, i no va estimar el nombre de nous ordres que van evolucionar. Els tipus persistents es van asseure força incòmodes al costat de les idees més fluides de Darwin; malgrat la seva intel·ligència, Huxley va trigar un temps sorprenentment llarg a apreciar algunes de les implicacions de l'evolució. No obstant això, a poc a poc Huxley es va allunyar d'aquest estil de pensament conservador a mesura que es va anar desenvolupant la seva comprensió de la paleontologia i la disciplina mateixa.
El treball anatòmic detallat de Huxley va ser, com sempre, de primer ordre i productiu. El seu treball sobre peixos fòssils mostra el seu enfocament distintiu: mentre que els naturalistes predarwinians recopilaven, identificaven i classificaven, Huxley va treballar principalment per revelar les relacions evolutives entre grups.
Els peixos d'aletes lobulades (com els celacants i els peixos pulmonars) tenen apèndixs aparellats l'esquelet intern dels quals està unit a l'espatlla o la pelvis per un sol os, l'húmer o el fèmur. El seu interès per aquests peixos el va apropar a l'origen dels tetràpodes, una de les àrees més importants de la paleontologia dels vertebrats.
L'estudi dels rèptils fòssils va fer que demostrés l'afinitat fonamental dels ocells i els rèptils, que va unir sota el títol de Sauropsida. Els seus articles sobre Arqueòpterix i l'origen dels ocells van ser de gran interès aleshores i encara ho són.

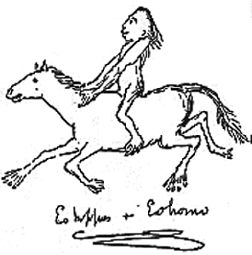
L'esbós de Huxley de l'aleshores hipotètic Eohippus de cinc dits muntat per "Eohomo"

A part del seu interès per persuadir al món que l'home era un primat i que descendia de la mateixa origen que els simis, Huxley va fer pocs treballs sobre mamífers, amb una excepció. En la seva gira per Amèrica, Huxley es va mostrar la notable sèrie de cavalls fòssils, descoberts per OC Marsh, al Museu Peabody de Yale. Un oriental, Marsh va ser el primer professor de paleontologia d'Amèrica, però també un que havia arribat a l'oest en territori indi hostil a la recerca de fòssils, va caçar búfals i va conèixer Red Cloud (el 1874). Finançat pel seu oncle George Peabody, Marsh havia fet alguns descobriments notables: l'enorme ocell aquàtic del Cretaci Hesperornis i les petjades de dinosaures al llarg del riu Connecticut van valer la pena el viatge per si soles, però els fòssils de cavalls eren realment especials. Després d'una setmana amb Marsh i els seus fòssils, Huxley va escriure emocionat: "La col·lecció de fòssils és la cosa més meravellosa que he vist mai".
La col·lecció en aquell moment va passar del petit orohip de quatre dits que habita el bosc de l'Eocè passant per espècies de tres dits com miohip fins a espècies més semblants al cavall modern. Mirant les seves dents va poder veure que, a mesura que la mida creixia i els dits dels peus es reduïen, les dents canviaven de les d'un navegador a les d'un pasturador. Tots aquests canvis podrien explicar-se per una alteració general de l'hàbitat des del bosc fins als prats. I, ara se sap, això és el que va passar a grans àrees d'Amèrica del Nord des de l'Eocè fins al Plistocè: l'agent causant final va ser la reducció de la temperatura global. El relat modern de l'evolució del cavall té molts altres membres, i l'aspecte general de l'arbre de descendència s'assembla més a un arbust que a una línia recta.
La sèrie de cavalls també va suggerir fermament que el procés era gradual i que l'origen del cavall modern es trobava a Amèrica del Nord, no a Euràsia. Si és així, alguna cosa devia passar amb els cavalls a Amèrica del Nord, ja que no n'hi havia cap quan van arribar els europeus. L'experiència amb Marsh va ser suficient perquè Huxley donés crèdit al gradualisme de Darwin i introduís la història del cavall a la seva sèrie de conferències.
Les conclusions de Marsh i Huxley eren inicialment força diferents. Tanmateix, Marsh li va mostrar acuradament a Huxley la seva seqüència completa de fòssils. Com va dir Marsh, Huxley "aleshores em va informar que tot això era nou per a ell i que els meus fets demostraven sense dubte l'evolució del cavall, i per primera vegada van indicar la línia directa de descendència d'un animal existent. Amb la generositat de la veritable grandesa, va renunciar a les seves pròpies opinions davant la nova veritat, i va prendre les meves conclusions com a base de la seva famosa conferència de Nova York sobre el cavall."

## Suport de Darwin
Huxley originalment no estava convençut de la "teoria del desenvolupament", com es deia abans l'evolució. Això es pot veure en la seva salvatge crítica de Vestiges of the Natural History of Creation de Robert Chambers, un llibre que contenia alguns arguments força pertinents a favor de l'evolució. Huxley també havia rebutjat la teoria de la transmutació de Lamarck, sobre la base que no hi havia proves suficients per donar-li suport. Tot aquest escepticisme es va reunir en una conferència a la Royal Institution, que va fer que Darwin estigués prou ansiós per fer un esforç per canviar d'opinió al jove Huxley. Era el tipus de coses que va fer Darwin amb els seus amics científics més propers, però devia tenir alguna intuïció particular sobre Huxley, que era per tots els comptes una persona impressionant fins i tot quan era jove.

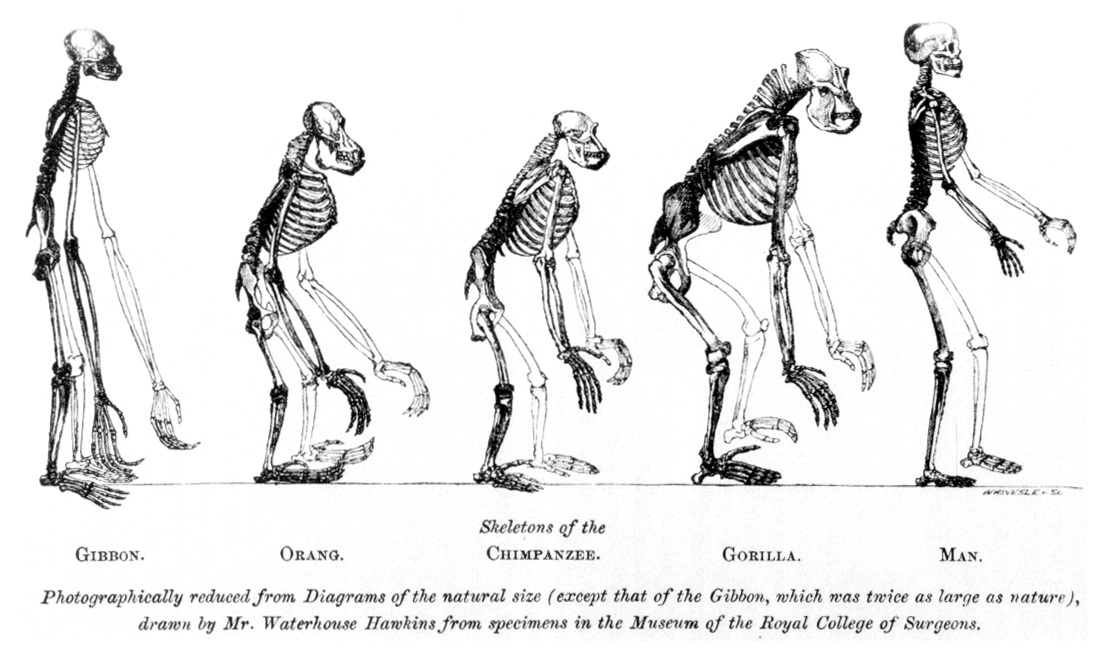
El frontispici de Huxley's Evidence as to Man's Place in Nature (1863): la imatge compara els esquelets dels simis amb els humans. El gibó (esquerra) és de doble mida.

Per tant, Huxley va ser un dels grups reduïts que coneixien les idees de Darwin abans de ser publicades (el grup incloïa Joseph Dalton Hooker i Charles Lyell). La primera publicació de Darwin de les seves idees va arribar quan Wallace va enviar a Darwin el seu famós article sobre selecció natural, que va ser presentat per Lyell i Hooker a la Linnean Society el 1858 juntament amb fragments del quadern de Darwin i una carta de Darwin a Asa Gray. La famosa resposta d'Huxley a la idea de la selecció natural va ser "Que extremadament estúpid no haver pensat en això!" Tanmateix, mai no es va decidir de manera concloent sobre si la selecció natural era el mètode principal per a l'evolució, tot i que va admetre que era una hipòtesi que era una bona base de treball.
Lògicament parlant, la pregunta prèvia era si l'evolució s'havia produït. És a aquesta qüestió a la qual es va dedicar gran part del llibre de Darwin Sobre l'origen de les espècies. La seva publicació el 1859 va convèncer completament a Huxley de l'evolució i va ser aquesta i sens dubte la seva admiració per la manera de Darwin d'acumular i utilitzar proves la que va constituir la base del seu suport a Darwin en els debats que van seguir la publicació del llibre.

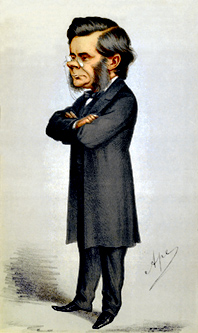
Caricatura de Huxley de Carlo Pellegrini a Vanity Fair 1871

El suport de Huxley va començar amb la seva revisió favorable anònima de l'Origin in the Times el 26 de desembre de 1859, i va continuar amb articles en diverses publicacions periòdiques, i en una conferència a la Royal Institution el febrer de 1860 Al mateix temps, Richard Owen, mentre escrivia una ressenya anònima extremadament hostil de l'Origen a Edinburgh Review, també va preparar Samuel Wilberforce que en va escriure una a la Quarterly Review, amb 17.000 paraules. L'autoria d'aquesta darrera ressenya no es coneixia amb certesa fins que el fill de Wilberforce va escriure la seva biografia. Per tant, es pot dir que, de la mateixa manera que Darwin va preparar Huxley, també Owen va preparar Wilberforce; i ambdós apoderats van lluitar en batalles públiques en nom dels seus directors tant com ells mateixos. Tot i que no sabem les paraules exactes del debat d'Oxford, sí que sabem què va pensar Huxley de la ressenya del Quarterly:
| « | Des que Lord Brougham va atacar el doctor Young, el món no ha vist cap exemplar de la insolència d'un pretendent superficial a un Màster en Ciències com aquesta producció notable, en la qual un dels observadors més exactes, els raonadors més prudents i el més sincer dels expositors, d'aquesta o de qualsevol altra edat, són menyspreats com una persona "fugitiva", que s'esforça per "apuntar el seu teixit completament podrit de conjectures i especulacions", i el "mode de tractar amb la natura" de la qual és reprovat com "totalment deshonrosa per a la ciència natural". Si limitem la meva retrospectiva de la recepció de l'Origen de les espècies a dotze mesos, o més o menys, des del moment de la seva publicació, no recordo res tan estúpid i poc educat com l'article de la Revisió trimestral... Des de la seva mort, Huxley s'ha conegut com el "Bulldog de Darwin", per referir-se al seu coratge i coratge en el debat, i al seu paper percebut en la protecció de l'home gran. El sobrenom sembla ser un invent del propi Huxley, encara que de data desconeguda, i no va ser actual en vida. | » |

Mentre que la segona meitat de la vida de Darwin es va viure principalment dins de la seva família, el més jove i combatiu Huxley va operar principalment al món en general. Una carta d'Huxley a Ernst Haeckel (2 de novembre de 1871) diu: "Els gossos s'han fet massa temps als talons [de Darwin]".

### Debat amb Wilberforce
Huxley va respondre a Wilberforce en el debat de la reunió de l'Associació Britànica, el dissabte 30 de juny de 1860 al Museu de la Universitat d'Oxford. La presència d'Huxley allà s'havia animat la nit anterior quan va conèixer Robert Chambers, l'editor escocès i autor de Vestiges, que caminava pels carrers d'Oxford, desanimat, i va demanar ajuda. El debat va seguir la presentació d'un article de John William Draper, i va ser presidit per l'antic tutor de botànica de Darwin, John Stevens Henslow. A la teoria de Darwin es va oposar el bisbe d'Oxford, Samuel Wilberforce, i els que donaven suport a Darwin incloïen Huxley i els seus amics comuns Hooker i Lubbock. La plataforma comptava amb Brodie i el professor Beale, i Robert FitzRoy, que havia estat capità de l'HMS Beagle durant el viatge de Darwin, va parlar en contra de Darwin.
Wilberforce tenia un historial contra l'evolució des de l'anterior reunió de la BA d'Oxford el 1847, quan va atacar Vestiges de Chambers. Per oposar-se a l'Origen i la implicació que l'home descendia dels simis, Richard Owen va quedar amb ell la nit abans del debat. Aquell dia, Wilberforce va repetir alguns dels arguments del seu article Quarterly Review (escrit, però encara no publicat), i després es va aventurar a un terreny relliscós. La seva famosa burla a Huxley (sobre si Huxley descendia d'un simi per part de la seva mare o per part del seu pare) probablement no va ser planificada, i certament imprudent. La resposta d'Huxley a l'efecte que preferia descendir d'un simi que d'un home se'n va fer una mala redacció exacta i va ser àmpliament explicada en pamflets i en un joc de falsificacions.
Les cartes d'Alfred Newton inclouen una al seu germà donant un testimoni presencial del debat, i escrites menys d'un mes després. Altres testimonis oculars, amb una o dues excepcions (Hooker va pensar especialment que ho havia fet millor), donen relats similars, en diferents dates després de l'esdeveniment. La visió general era i segueix sent que Huxley ho va fer molt millor, tot i que el mateix Wilberforce va pensar que ho havia fet bastant bé. En absència d'un informe literal, les diferents percepcions són difícils de jutjar de manera justa; Huxley va escriure un relat detallat de Darwin, una carta que no ha sobreviscut; tanmateix, una carta al seu amic Frederick Daniel Dyster sobreviu amb un compte només tres mesos després de l'esdeveniment.
Un dels efectes del debat va ser augmentar enormement la visibilitat de Huxley entre la gent educada, a través dels comptes en diaris i publicacions periòdiques. Una altra conseqüència va ser alertar-lo de la importància del debat públic: una lliçó que mai va oblidar. Un tercer efecte va ser advertir que les idees darwinianes no es podien descartar fàcilment: per contra, es defensarien vigorosament contra l'autoritat ortodoxa. Un quart efecte va ser promoure la professionalitat de la ciència, amb la seva necessitat implícita d'educació científica. Una cinquena conseqüència va ser indirecta: com Wilberforce havia temut, una defensa de l'evolució va soscavar la creença literal en l'Antic Testament, especialment el Llibre del Gènesi. Molts del clergat liberal a la reunió es van mostrar força satisfets amb el resultat del debat; eren partidaris, potser, dels polèmics Essays and Reviews. Així, tant pel costat de la ciència com pel de la religió, el debat va ser important i el seu resultat significatiu. (vegeu també més avall)
Que Huxley i Wilberforce es van mantenir en termes corteses després del debat (i que van poder treballar junts en projectes com el Metropolitan Board of Education) diu alguna cosa sobre ambdós homes, mentre que Huxley i Owen mai es van reconciliar.

### El lloc de l'home a la natura
Durant gairebé una dècada la seva obra es va dirigir principalment a la relació de l'home amb els simis. Això el va portar directament a un enfrontament amb Richard Owen, un home que no li agradava molt pel seu comportament alhora que era admirat per la seva capacitat. La lluita havia de culminar amb unes greus derrotes per a Owen. La Conferència de Croonian de Huxley, pronunciada davant la Royal Society el 1858 sobre La teoria del crani de vertebrats va ser el començament. En això, va rebutjar la teoria d'Owen que els ossos del crani i la columna vertebral eren homòlegs, una opinió prèviament sostenida per Goethe i Lorenz Oken.

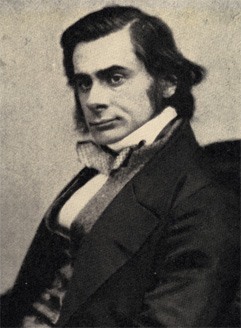
Huxley als 32 anys

Entre 1860 i 1863, Huxley va desenvolupar les seves idees, presentant-les en conferències a treballadors, estudiants i al públic en general, seguides de publicacions. També l'any 1862 una sèrie de xerrades als treballadors s'imprimiren conferència per conferència com a pamflets, més tard enquadernats com un petit llibre verd; els primers exemplars van sortir a la venda al desembre. Altres conferències es van convertir en l'obra més famosa de Huxley , Evidence as to Man's place in Nature (1863), on va abordar els problemes clau molt abans que Charles Darwin publiqués el seu Descent of Man el 1871.
Tot i que Darwin no va publicar el seu Descent of Man fins al 1871, el debat general sobre aquest tema havia començat anys abans (fins i tot hi va haver un debat precursor al segle XVIII entre Monboddo i Buffon). Darwin havia deixat caure una pista quan, a la conclusió de l'Origen, va escriure: "En un futur llunyà... es farà llum sobre l'origen de l'home i la seva història". No tan llunyà, com va resultar. Un esdeveniment clau ja s'havia produït el 1857 quan Richard Owen va presentar (a la Societat Linneana) la seva teoria que l'home estava diferenciat de tots els altres mamífers per posseir característiques del cervell pròpies del gènere Homo. Havent arribat a aquesta opinió, Owen va separar l'home de tots els altres mamífers en una subclasse pròpia. Cap altre biòleg tenia una visió tan extrema. Darwin va reaccionar: "L'home... tan diferent d'un ximpanzé [com] un simi d'un ornitorrinc... No em puc empassar això!" Huxley tampoc, que va poder demostrar que la idea d'Owen era completament equivocada.

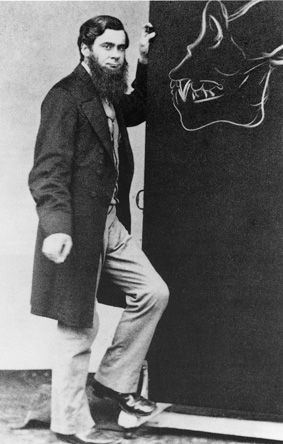
Huxley amb un esbós d'un crani de goril·la(c1870)

El tema es va plantejar a la reunió de BA Oxford de 1860, quan Huxley va contradir rotundament a Owen i va prometre una demostració posterior dels fets. De fet, es van fer diverses manifestacions a Londres i les províncies. El 1862, a la reunió de Cambridge de l'amic del BA Huxley, William Henry Flower, va fer una dissecció pública per demostrar que les mateixes estructures (la banya posterior del ventricle lateral i l'hipocamp menor) estaven efectivament presents en els simis. El debat va ser àmpliament divulgat i parodiat com la Gran pregunta de l'hipocamp. Va ser vist com un dels més grans errors d'Owen, que va revelar que Huxley no només era perillós en el debat, sinó també un millor anatomista.
Owen va admetre que hi havia alguna cosa que es podria anomenar un hipocamp menor en els simis, però va afirmar que estava molt menys desenvolupat i que aquesta presència no va restar la distinció general de la mida del cervell simple.
Les idees d'Huxley sobre aquest tema es van resumir el gener de 1861 en el primer número (nova sèrie) de la seva pròpia revista, la Natural History Review: "l'article científic més violent que havia escrit mai". Aquest article es va reimprimir el 1863 com el capítol 2 de Evidence as to Man's Place in Nature, amb un addendum que explicava la controvèrsia Owen/Huxley sobre el cervell dels simis. En els seus Assajos recopilats, aquest addendum es va eliminar.
L'extens argument sobre el cervell dels simis, en part en debat i en part en paper, recolzat per disseccions i demostracions, va ser una fita en la carrera de Huxley. Va ser molt important per afirmar el seu domini de l'anatomia comparada i, a la llarga, va ser més influent per establir l'evolució entre els biòlegs que el debat amb Wilberforce. També va marcar l'inici del declivi d'Owen en l'estima dels seus companys biòlegs.
El següent va ser escrit per Huxley a George Rolleston abans de la reunió de BA el 1861:
| « | "El meu estimat Rolleston... L'obstinada reiteració d'afirmacions errònies només pot ser anul·lada per una apel·lació als fets tan persistent; i lamento molt que els meus compromisos no em permetin estar present a l'Associació Britànica per assistir personalment a la que, crec, serà la setena manifestació pública durant els últims dotze mesos de la falsedat de les tres afirmacions, que el lòbul posterior del cervell, el cor posterior del ventricle lateral i l'hipocamp menor, són propis de l'home i no existeixen en els simis. Us agrairé que llegiu aquesta carta a la Secció" Atentament, Thos. H. Huxley. | » |

Durant aquests anys també es va treballar sobre l'anatomia i l'antropologia dels fòssils humans. El 1862 va examinar el casquet de neandertal, que havia estat descobert el 1857. Va ser el primer descobriment pre- sapiens d'un home fòssil, i de seguida va tenir clar que el cas del cervell era sorprenentment gran. Huxley també va començar a incursionar en l'antropologia física i va classificar les races humanes en nou categories, a més de situar-les en quatre categoritzacions generals com australoide, negroide, xantocroic i mongoloide. Aquestes classificacions depenien principalment de l'aspecte físic i de determinades característiques anatòmiques.

### Selecció natural
Huxley certament no va ser esclau en els seus tractes amb Darwin. Com es mostra a cada biografia, tenien personatges força diferents i força complementaris. També important, Darwin era un naturalista de camp, però Huxley era un anatomista, de manera que hi havia una diferència en la seva experiència de la natura. Finalment, les opinions de Darwin sobre la ciència eren diferents de les de Huxley. Per a Darwin, la selecció natural era la millor manera d'explicar l'evolució perquè explicava una gran varietat de fets i observacions de la història natural: resolia problemes. Huxley, en canvi, era un empirista que confiava en allò que podia veure, i algunes coses no es veuen fàcilment. Tenint això en compte, es pot apreciar el debat entre ells, Darwin escrivint les seves cartes, Huxley mai va arribar a dir que pensava que Darwin tenia raó.
Les reserves de Huxley sobre la selecció natural eren del tipus "fins que es pot veure que la selecció i la reproducció donen lloc a varietats que són infèrtils entre si, la selecció natural no es pot provar". La posició de Huxley en la selecció era agnòstica; tanmateix no donava credibilitat a cap altra teoria. Malgrat aquesta preocupació per l'evidència, Huxley va veure que si l'evolució es produïa mitjançant la variació, la reproducció i la selecció, altres coses també estarien subjectes a les mateixes pressions. Això incloïa idees perquè són inventades, imitades i seleccionades pels humans: "La lluita per l'existència val tant en el món intel·lectual com en el físic". Una teoria és una espècie de pensament, i el seu dret a existir és coextensiu amb el seu poder de resistir l'extinció dels seus rivals.' Aquesta és la mateixa idea que la teoria dels memes proposada per Richard Dawkins el 1976.
La participació de Darwin a la discussió es va produir principalment per cartes, com era el seu costum, de la següent manera: "L’evidència empírica que demaneu és alhora impossible en termes pràctics i, en qualsevol cas, innecessari. És el mateix que demanar veure cada pas en la transformació (o la divisió) d'una espècie en una altra. A la meva manera s'aclareixen molts problemes i es resolen problemes; cap altra teoria ho fa tan bé".
La reserva de Huxley, com ha remarcat Helena Cronin, va ser contagiosa: "es va estendre durant anys entre tota mena de dubtosos del darwinisme". Un dels motius d'aquest dubte era que l'anatomia comparada podia abordar la qüestió de la descendència, però no la qüestió del mecanisme.

#### Portador
Huxley va ser un portador al funeral de Charles Darwin el 26 d'abril de 1882.

## El Club X
El novembre de 1864, Huxley va aconseguir posar en marxa un club de menjador, el X Club, format per persones afins que treballaven per avançar en la causa de la ciència; No en va, el club estava format per la majoria dels seus amics més propers. Eren nou membres, que van decidir en la seva primera reunió que no n'hi havia més. Els membres eren: Huxley, John Tyndall, JD Hooker, John Lubbock (banquer, biòleg i veí de Darwin), Herbert Spencer (filòsof social i subeditor de The Economist), William Spottiswoode (matemàtic i Queen's Printer), Thomas Hirst (professor de Física a l'University College de Londres), Edward Frankland (el nou professor de Química de la Royal Institution) i George Busk, zoòleg i paleontòleg (antic cirurgià de l'HMS Dreadnought). Tots excepte Spencer eren membres de la Royal Society. Tyndall era un amic particularment íntim; durant molts anys es van reunir periòdicament i van discutir temes del dia. En més d'una ocasió, Huxley es va unir a Tyndall en els viatges d'aquest últim als Alps i va ajudar amb les seves investigacions en glaciologia.

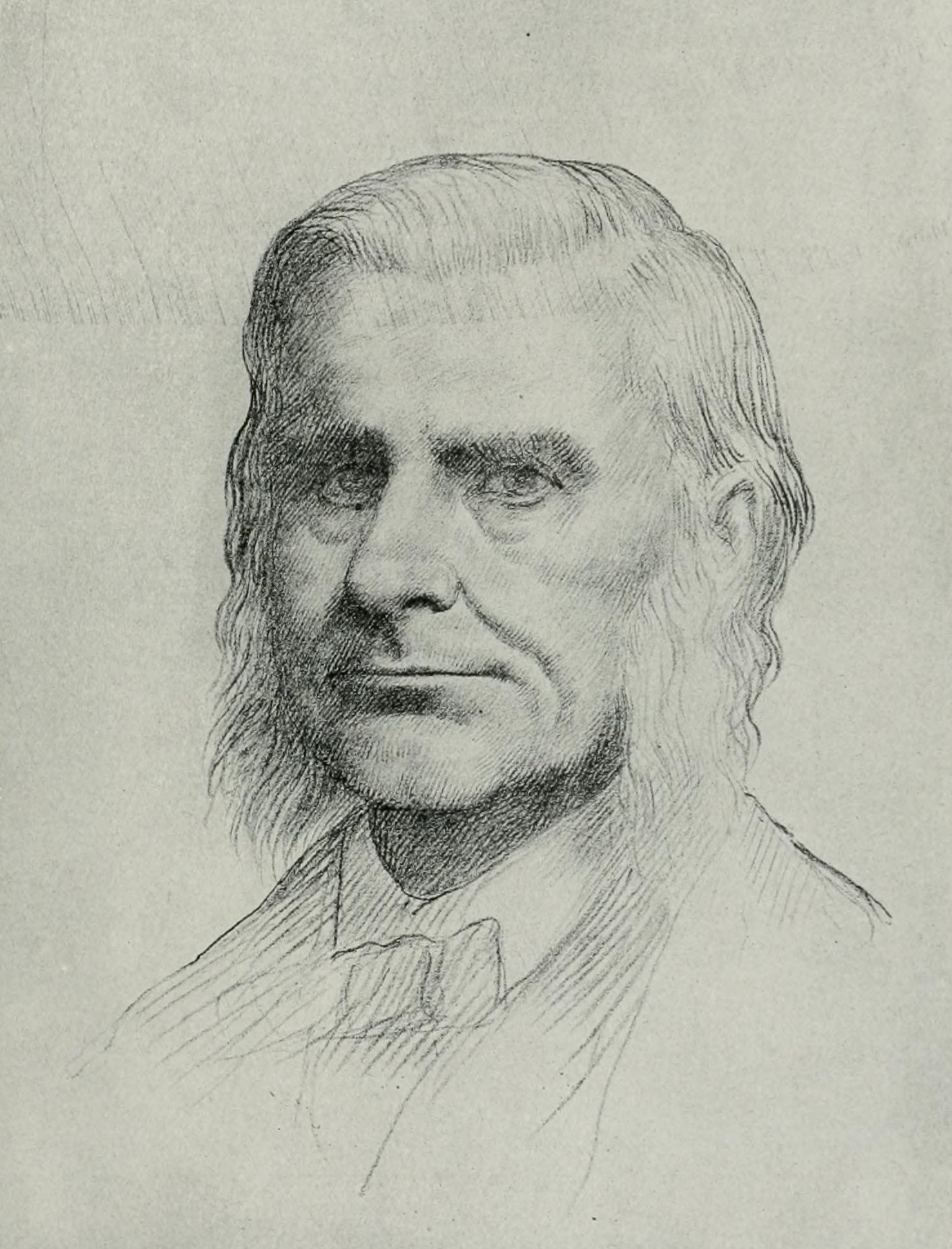
Retrat d'A. Legros.

També hi havia alguns satèl·lits X-Club força significatius com William Flower i George Rolleston, (protegits de Huxley), i el clergue liberal Arthur Stanley, el degà de Westminster. Convidats com Charles Darwin i Hermann von Helmholtz es van entretenir de tant en tant.
Sopaven d'hora els primers dijous en un hotel, planificant què fer; El primer punt de l'agenda era canviar la forma en què el Consell de la Royal Society feia negocis. No va ser casual que el Consell es reunís més tard aquella mateixa tarda. El primer element per als X va ser aconseguir la medalla Copley per a Darwin, que van aconseguir després de força lluita.
El següent pas va ser adquirir un diari per difondre les seves idees. Aquest era el setmanari Reader, que van comprar, renovar i redirigir. Huxley ja s'havia convertit en copropietari de la Natural History Review reforçat pel suport de Lubbock, Rolleston, Busk i Carpenter (X-clubbers i satèl·lits). La revista es va canviar a línies prodarwinistes i es va rellançar el gener de 1861. Després d'una sèrie de bons articles, l'NHR va fracassar després de quatre anys; però havia ajudat en un moment crític per a l'establiment de l'evolució. El Reader també va fracassar, malgrat el seu atractiu més ampli que incloïa l'art i la literatura així com la ciència. El mercat de publicacions periòdiques estava força concorregut en aquell moment, però el més probable és que el factor crític fos l'època de Huxley; simplement estava excessivament compromès i no es podia permetre el luxe de contractar editors a temps complet. Això va passar sovint a la seva vida: Huxley va assumir massa empreses i no va ser tan astut com Darwin a l'hora d'aconseguir que altres fessin feina per ell.
Tanmateix, l'experiència adquirida amb el Reader es va aprofitar quan el X Club va posar el seu pes darrere de la fundació de Nature l'any 1869. Aquesta vegada no es van cometre errors: sobretot hi havia un editor permanent (encara que no a temps complet), Norman Lockyer, que va servir fins al 1919, un any abans de la seva mort. El 1925, per celebrar el seu centenari, Nature va publicar un suplement dedicat a Huxley.
El punt àlgid de la influència del X Club va ser de 1873 a 1885, ja que Hooker, Spottiswoode i Huxley van ser els presidents de la Royal Society successivament. Spencer va dimitir el 1889 després d'una disputa amb Huxley pel suport estatal a la ciència. Després de 1892 només va ser una excusa perquè els membres supervivents es reunissin. Hooker va morir el 1911, i Lubbock (ara Lord Avebury) va ser l'últim membre supervivent.
Huxley també va ser un membre actiu de la Metaphysical Society, que va funcionar des de 1869 fins a 1880. Es va formar al voltant d'un nucli de clergat i es va ampliar per incloure tota mena d'opinions. Tyndall i Huxley es van unir més tard al Club (fundat pel Dr. Johnson) quan van poder estar segurs que Owen no apareixeria.

## Influència educativa
Quan el mateix Huxley era jove pràcticament no hi havia titulacions a les universitats britàniques en ciències biològiques i pocs cursos. La majoria dels biòlegs de la seva època eren autodidactes o es van llicenciar en medicina. Quan es va jubilar hi havia càtedres establertes en disciplines biològiques a la majoria d'universitats, i un ampli consens sobre els plans d'estudis a seguir. Huxley va ser la persona més influent en aquesta transformació.

### Escola de Mines i Zoologia
A principis de la dècada de 1870, la Royal School of Mines es va traslladar a nous barris a South Kensington; finalment es convertiria en una de les parts constituents de l'Imperial College de Londres. El moviment va donar a Huxley l'oportunitat de donar més protagonisme al treball de laboratori en l'ensenyament de la biologia, una idea suggerida per la pràctica a les universitats alemanyes. En general, el mètode es basava en l'ús de tipus escollits amb cura, i depenia de la dissecció de l'anatomia, complementada per microscòpia, exemplars de museu i una mica de fisiologia elemental de la mà de Foster.
El dia típic començava amb una conferència de Huxley a les 9 del matí, seguit d'un programa de treball de laboratori supervisat pels seus manifestants. Els manifestants de Huxley eren homes escollits; tots es van convertir en líders de la biologia a Gran Bretanya més tard, difonent les idees d'Huxley i les seves pròpies. Michael Foster es va convertir en professor de fisiologia a Cambridge; Ray Lankester esdevingué professor Jodrell de Zoologia a l'University College de Londres (1875–91), professor d'Anatomia Comparada a Oxford (1891–98) i director del Museu d'Història Natural (1898–1907); SH Vines es va convertir en professor de Botànica a Cambridge; WT Thiselton-Dyer es va convertir en el successor de Hooker a Kew (ja era el gendre de Hooker!); T. Jeffery Parker es va convertir en professor de Zoologia i Anatomia Comparada a la Universitat de Cardiff; i William Rutherford es va convertir en el professor de fisiologia a Edimburg. William Flower, conservador del Museu Hunterian, i assistent de THH en moltes disseccions, es va convertir en Sir William Flower, professor Hunterian d'Anatomia Comparada i, més tard, director del Museu d'Història Natural. És una llista de deixebles notable, sobretot si es compara amb Owen que, en una vida professional més llarga que Huxley, no va deixar deixebles en absolut. "Cap fet diu tan fort contra Owen... com que mai no hagi criat un alumne o seguidor".

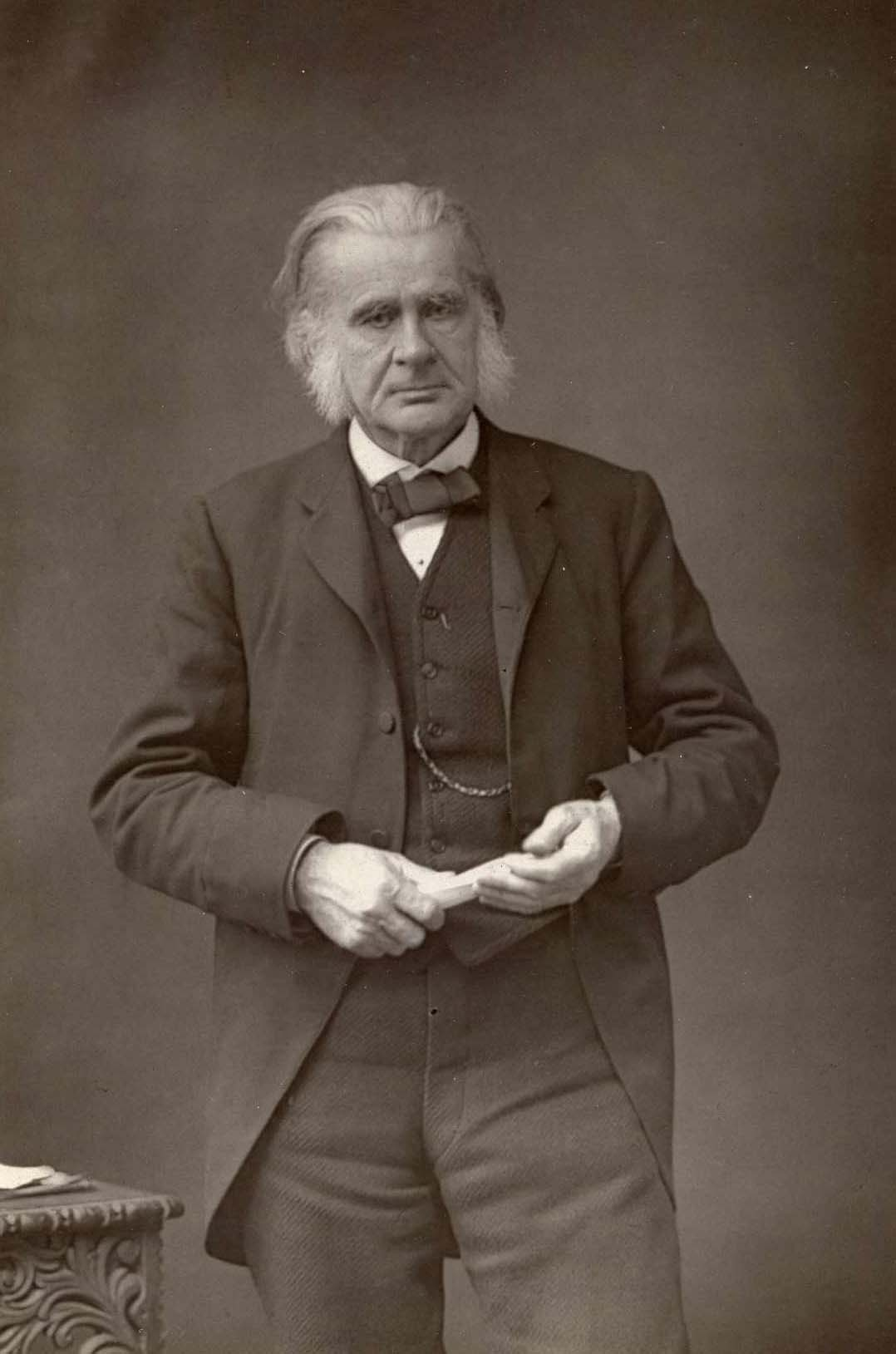
Fotografia de Huxley (c. 1890)

Els cursos d'Huxley per a estudiants eren molt més estrets que el mateix home que molts es van quedar desconcertats pel contrast: «L'ensenyament de la zoologia mitjançant l'ús de tipus d'animals seleccionats ha rebut moltes crítiques»; Mirant enrere l'any 1914 a la seva època com a estudiant, Sir Arthur Shipley va dir: «Totes les obres posteriors de Darwin tractaven sobre organismes vius, però la nostra obsessió era amb els morts, amb els cossos conservats i tallats en les rodanxes més refinades». EW MacBride va dir «Huxley... persistiria en mirar els animals com a estructures materials i no com a éssers vius i actius; en una paraula... era un necròleg». Per dir-ho simplement, Huxley va preferir ensenyar allò que realment havia vist amb els seus propis ulls.
Aquest programa en gran part morfològic d'anatomia comparada va romandre al centre de la major part de l'educació biològica durant cent anys fins que l'arribada de la biologia cel·lular i molecular i l'interès per l'ecologia evolutiva van obligar a un replantejament fonamental. És un fet interessant que els mètodes dels naturalistes de camp que van marcar el camí en el desenvolupament de la teoria de l'evolució (Darwin, Wallace, Fritz Müller, Henry Bates) es veien amb prou feines representats en el programa de Huxley. La investigació ecològica de la vida al seu entorn era pràcticament inexistent, i la teoria, evolutiva o no, tenia un descompte. Michael Ruse no troba cap menció de l'evolució o el darwinisme en cap dels exàmens establerts per Huxley, i confirma el contingut de la conferència basant-se en dos conjunts complets d'apunts de conferència.
Atès que Darwin, Wallace i Bates no van ocupar càrrecs docents en cap etapa de la seva carrera d'adults (i Müller mai va tornar del Brasil), el desequilibri en el programa de Huxley no es va corregir. Segurament és estrany que els cursos de Huxley no continguessin un relat de l'evidència recollida per aquells naturalistes de la vida als tròpics; proves que havien trobat tan convincents i que van fer que les seves opinions sobre l'evolució per selecció natural fossin tan semblants. Adrian Desmond suggereix que "[la biologia] havia de ser senzilla, sintètica i assimilable [perquè] era per formar professors i no tenia cap altra funció heurística". Això deu ser part de la raó; de fet, ajuda a explicar la naturalesa embrutidora de molta biologia escolar. Però la zoologia tal com s'ensenyava a tots els nivells es va convertir en massa producte d'un sol home.
Huxley es trobava còmode amb l'anatomia comparada, en la qual era el millor mestre de l'època. No era un naturalista complet com Darwin, que havia mostrat prou clarament com teixir informació detallada i arguments subtils a través de la vasta xarxa de la vida. Huxley va optar, en la seva docència (i fins a cert punt en la seva investigació) per fer un curs més senzill, concentrant-se en les seves fortaleses personals.

### Les escoles i la Bíblia
Huxley també va tenir una gran influència en la direcció que prenen les escoles britàniques: el novembre de 1870, va ser elegit membre del London School Board en les seves primeres eleccions. A primària va defensar un ampli ventall de disciplines, semblants a les que s'ensenya avui en dia: lectura, escriptura, aritmètica, art, ciències, música, etc. A l'educació secundària va recomanar dos anys d'estudis liberals bàsics seguits de dos anys d'alguns treballs de divisió superior, centrant-se en una àrea d'estudi més específica. Un exemple pràctic d'aquest últim és la seva famosa conferència de 1868 On a Piece of Chalk que es va publicar per primera vegada com a assaig a la revista Macmillan's Magazine de Londres més tard aquell any. La peça reconstrueix la història geològica de Gran Bretanya a partir d'un simple tros de guix i demostra la ciència com a «sentit comú organitzat».
Huxley va donar suport a la lectura de la Bíblia a les escoles. Això pot semblar desajustat amb les seves conviccions agnòstiques, però creia que les importants ensenyances morals de la Bíblia i l'ús excel·lent de la llengua eren rellevants per a la vida anglesa. «No advoco per cremar el teu vaixell per desfer-se de les paneroles». No obstant això, el que Huxley va proposar va ser crear una versió editada de la Bíblia, exclosa de «deficiències i errors... declaracions a les quals els homes de ciència declinen absolutament i completament... A aquests tendres nens no se'ls ha d'ensenyar allò que vosaltres mateixos no creieu». La Junta va votar en contra de la seva idea, però també va votar en contra de la idea que els diners públics s'hagin d'utilitzar per donar suport als estudiants que assisteixen a les escoles de l'església. Es va fer un debat vigorós sobre aquests punts, i els debats van ser pactats amb detall. Huxley va dir: «Mai seré un partit per permetre que l'Estat escombra els nens d'aquest país a escoles confessionals». L'Acta del Parlament que va fundar els consells escolars va permetre la lectura de la Bíblia, però no va permetre que s'ensenyés cap doctrina confessional.
Pot ser correcte veure la vida i l'obra de Huxley com una contribució a la secularització de la societat britànica que es va produir gradualment al llarg del segle següent. Ernst Mayr va dir: «No es pot dubtar que [la biologia] ha ajudat a soscavar les creences tradicionals i els sistemes de valors» —i Huxley més que ningú va ser responsable d'aquesta tendència a Gran Bretanya. Alguns apologistes cristians moderns consideren Huxley el pare de l'antiteisme, encara que ell mateix sostenia que era un agnòstic, no un ateu. No obstant això, va ser un oponent de tota la vida i decidit de gairebé totes les religions organitzades al llarg de la seva vida, especialment de l'«Església romana... curosament calculada per a la destrucció de tot allò més alt en la naturalesa moral, en la llibertat intel·lectual i en la llibertat política de la humanitat». En la mateixa línia de pensament, en un article de Popular Science, Huxley va utilitzar l'expressió «l'anomenat cristianisme del catolicisme», explicant: "Jo dic 'l'anomenat' no per ofensa, sinó com a protesta contra la suposició monstruosa que el cristianisme catòlic està explícitament o implícitament contingut en qualsevol registre digne de confiança de l'ensenyament de Jesús de Natzaret ".

Originalment encunyant el terme el 1869, Huxley va elaborar l'" agnosticisme " el 1889 per emmarcar la naturalesa de les afirmacions en termes del que és cognoscible i del que no ho és. Afirma Huxley
| « | L'agnosticisme, de fet, no és un credo, sinó un mètode, l'essència del qual rau en l'aplicació rigorosa d'un principi únic... l'axioma fonamental de la ciència moderna... En qüestions de l'intel·lecte, seguiu la vostra raó fins on us porti, sense tenir en compte cap altra consideració... En qüestions d'intel·lecte, no pretenguis que les conclusions són certes que no es demostren ni es poden demostrar. | » |

L'ús d'aquest terme ha continuat fins als nostres dies (vegeu Thomas Henry Huxley i l'agnosticisme). Gran part de l'agnosticisme de Huxley està influenciat per les opinions kantianes sobre la percepció humana i la capacitat de basar-se en proves racionals en lloc de sistemes de creences.
El 1893, durant la preparació de la segona Conferència Romanes, Huxley va expressar la seva decepció per les deficiències de la teologia «liberal», descrivint les seves doctrines com "il·lusions populars", i els ensenyaments que van substituir «defectuosos com són, em semblen molt importants més a prop de la veritat».
Lenin va remarcar que per a Huxley "l'agnosticisme serveix com a fulla de figuera per al materialisme". (Vegeu també el Debat amb Wilberforce més amunt.)

### Educació d'adults

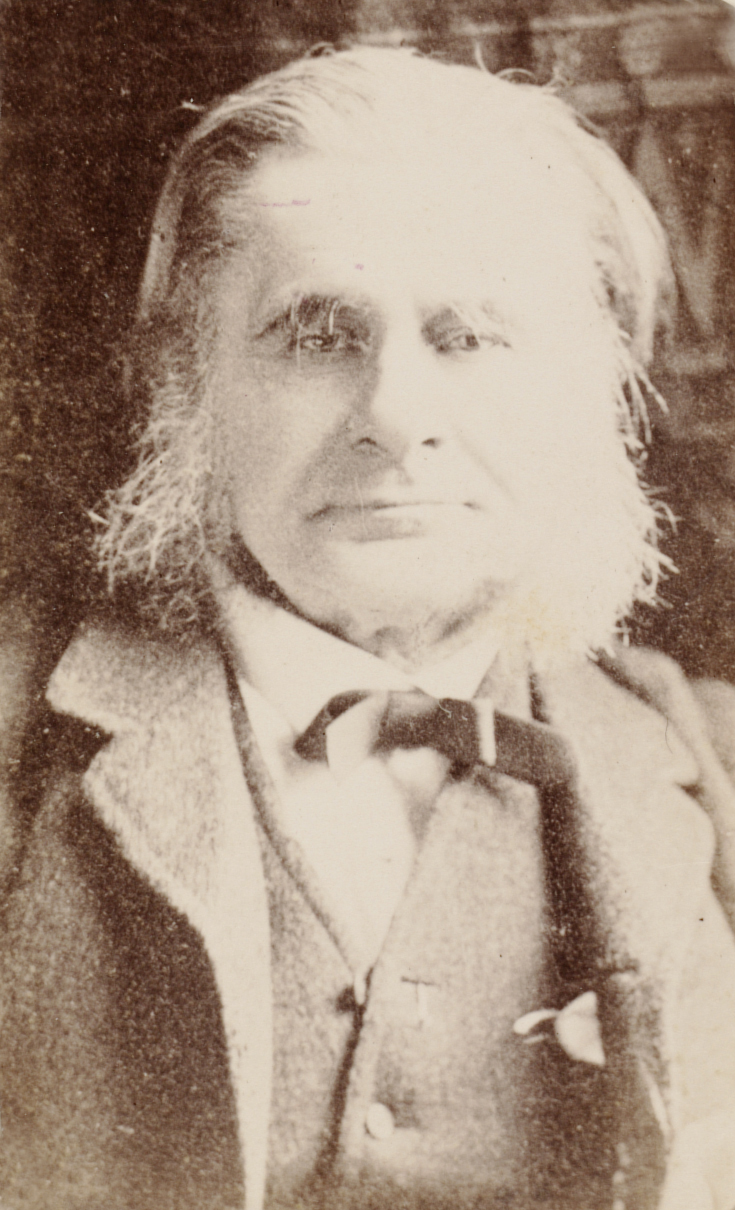
Thomas Henry Huxley, c. 1885

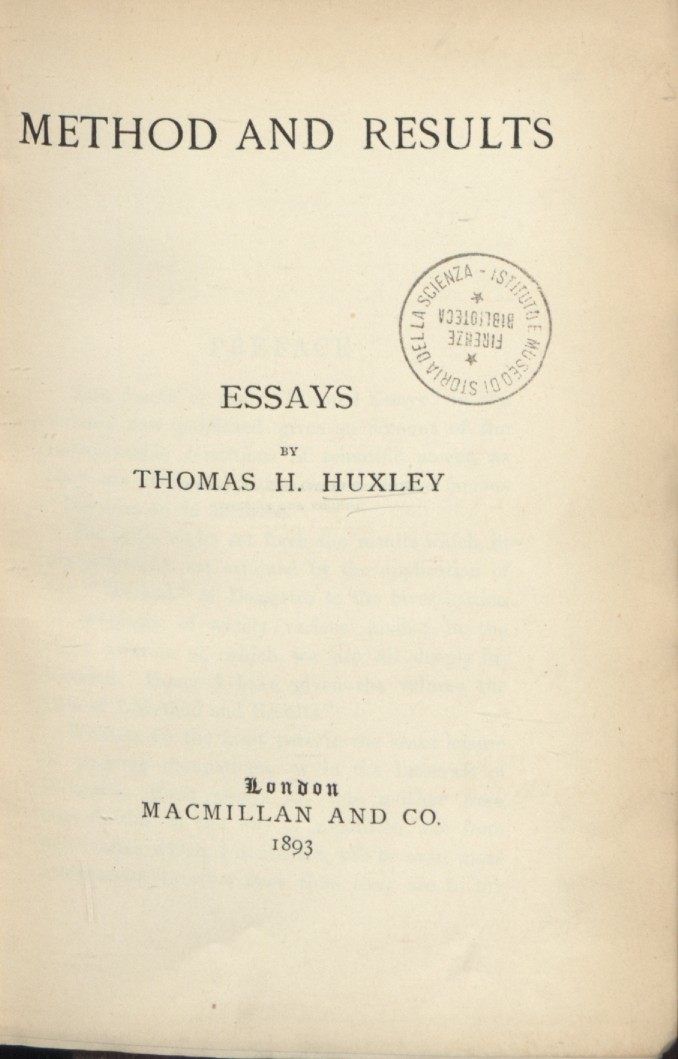
Mètode i resultats, 1893

L'interès de Huxley per l'educació va anar més enllà de les aules escolars i universitàries; va fer un gran esforç per arribar a adults interessats de tota mena: al cap i a la fi, ell mateix va ser en bona part autodidacta. Hi havia els seus cursos de conferències per a treballadors, molts dels quals es van publicar després, i hi havia l'ús que va fer del periodisme, en part per guanyar diners, però sobretot per arribar al públic alfabetitzat. Durant la major part de la seva vida adulta va escriure per a publicacions periòdiques: la Westminster Review, la Saturday Review, la Reader, la Pall Mall Gazette, la Macmillan's Magazine, la Contemporary Review. Alemanya encara estava per davant en l'educació formal de la ciència, però les persones interessades a la Gran Bretanya victoriana podien utilitzar la seva iniciativa i esbrinar què estava passant llegint publicacions periòdiques i utilitzant les biblioteques de préstec.
El 1868 Huxley es va convertir en director del South London Working Men's College a Blackfriars Road. L'esperit era un treballador, Wm. Rossiter, que va fer la major part de la feina; els fons van ser aportats principalment pels socialistes cristians de FD Maurice. Amb sis penics per un curs i un cèntim per una conferència de Huxley, això era una ganga; i també la biblioteca gratuïta organitzada pel col·legi, una idea que va ser àmpliament copiada. Huxley va pensar, i va dir, que els homes que van assistir eren tan bons com qualsevol escuder del país.
La tècnica d'imprimir les seves conferències més populars en publicacions periòdiques que es venien al públic en general va ser extremadament eficaç. Un bon exemple va ser "The Physical Basis of Life", una conferència pronunciada a Edimburg el 8 de novembre de 1868. El seu tema —que l'acció vital no és més que "el resultat de les forces moleculars del protoplasma que l'exhibeix"— va sorprendre l'audiència, tot i que això no va ser res comparat amb l'enrenou quan es va publicar a The Fortnightly Review de febrer de 1869. John Morley, l'editor, va dir "Cap article que hagués aparegut en cap periòdic durant una generació havia causat tal sensació". El número es va reimprimir set vegades i protoplasma es va convertir en una paraula familiar; Punch va afegir "Professor Protoplasm" als seus altres malnoms.
El tema havia estat estimulat per Huxley en veure el flux citoplasmàtic a les cèl·lules vegetals, que és de fet una visió sensacional. Per a aquests públics, l'afirmació de Huxley que aquesta activitat no s'hauria d'explicar amb paraules com vitalitat, sinó pel funcionament dels seus components químics, va ser sorprenent i impactant. Avui potser posaríem èmfasi en l'extraordinària disposició estructural d'aquestes substàncies químiques com a clau per entendre què fan les cèl·lules, però poc se'n coneixia al segle XIX.
Quan l'arquebisbe de York va pensar que aquesta "nova filosofia" es basava en el positivisme d'Auguste Comte, Huxley el va corregir: "La filosofia de Comte [és només] el catolicisme menys el cristianisme" (Huxley 1893 vol 1 de Collected Essays Methods & Results 156). Una versió posterior va ser "[el positivisme és] pura papada amb M. Comte a la cadira de Sant Pere, i amb els noms dels sants canviats". (conferència sobre Els aspectes científics del positivisme Huxley 1870 Lay Sermons, Addresses and Reviews p. 149). La destitució del positivisme per part de Huxley el va danyar tan greument que les idees de Comte es van marcir a Gran Bretanya.

## Huxley i les humanitats
Durant la seva vida, i especialment en els últims deu anys després de la jubilació, Huxley va escriure sobre molts temes relacionats amb les humanitats.
Potser el més conegut d'aquests temes és Evolució i ètica, que tracta la qüestió de si la biologia té alguna cosa particular a dir sobre la filosofia moral. Tant Huxley com el seu net Julian Huxley van donar conferències a Romanes sobre aquest tema. Per començar, Huxley rebutja la religió com a font d'autoritat moral. A continuació, creu que les característiques mentals de l'home són tant producte de l'evolució com els aspectes físics. Així, les nostres emocions, el nostre intel·lecte, la nostra tendència a preferir viure en grup i gastar recursos en la criança dels nostres petits formen part integrant de la nostra evolució, i, per tant, heretats.
Malgrat això, els detalls dels nostres valors i ètica no s'hereten: estan en part determinats per la nostra cultura i en part triats per nosaltres mateixos. La moral i el deure sovint estan en guerra amb els instints naturals; L'ètica no es pot derivar de la lluita per l'existència: "De propòsit moral no veig cap rastre a la natura. Aquest és un article de fabricació exclusivament humana." Per tant, és la nostra responsabilitat prendre decisions ètiques (vegeu Ètica i ètica evolutiva). Això sembla situar a Huxley com a compatibilista en el debat lliure albir vs determinisme. En aquest argument, Huxley és diametralment oposat al seu vell amic Herbert Spencer.
La dissecció de Huxley de les opinions de Rousseau sobre l'home i la societat és un altre exemple del seu treball posterior. L'assaig soscava les idees de Rousseau sobre l'home com a preliminar per soscavar les seves idees sobre la propietat de la propietat. La característica és: "La doctrina que tots els homes són, en qualsevol sentit, o han estat, en qualsevol moment, lliures i iguals, és una ficció totalment sense fonament".
El mètode d'argumentació de Huxley (la seva estratègia i tàctiques de persuasió en la parla i la impremta) està molt estudiat. La seva carrera va incloure debats polèmics amb científics, clergues i polítics; discussions persuasives amb Comissions Reials i altres organismes públics; conferències i articles per al públic en general, i una gran quantitat de cartes detallades a amics i altres corresponsals. Un gran nombre de llibres de text han extret la seva prosa per a antologies.

## Comissions reials i altres
Huxley va treballar en deu comissions reals i altres (títols una mica escurçats aquí). La Comissió Reial és el fòrum d'investigació principal de la Constitució britànica. Una anàlisi aproximada mostra que cinc comissions implicaven ciència i educació científica; tres de medicina i tres de pesca. Diverses impliquen problemes ètics i legals difícils. Tots s'ocupen de possibles canvis de llei i/o pràctica administrativa.

### Comissions Reials
- 1862: Pesca d'arrossegament d'arengades a la costa d'Escòcia.
- 1863–65: pesqueries marines del Regne Unit.
- 1870–71: les lleis de malalties contagioses.
- 1870–75: Instrucció científica i progrés de la ciència.
- 1876: La pràctica de sotmetre animals vius a experiments científics (vivisecció).
- 1876–78: les universitats d'Escòcia.
- 1881–82: Les actes mèdiques. [és a dir, el marc legal de la medicina]
- 1884: Pesca d'arrossegament, xarxa i arrossega de biga.

#### Altres comissions
- 1866: al Royal College of Science d'Irlanda.
- 1868: Sobre l'ensenyament de ciències i arts a Irlanda.

## Família
El 1855 es va casar amb Henrietta Anne Heathorn (1825–1915), una emigrada anglesa que havia conegut a Sydney, Austràlia. Van mantenir correspondència fins que ell va poder fer-la a buscar. Van tenir cinc filles i tres fills:
- Noel Huxley (1856–60), va morir d'escarlatina.
- Jessie Oriana Huxley (1858[140] −1927), es va casar amb l'arquitecte Fred Waller el 1877.
- Marian Huxley (1859–87), es va casar amb l'artista John Collier el 1879.
- Leonard Huxley, (1860–1933) autor, pare de Julian, Aldous i Andrew Huxley.
- Rachel Huxley (1862–1934) es va casar amb l'enginyer civil Alfred Eckersley el 1884; va morir el 1895. Van ser pares del físic Thomas Eckersley i del primer enginyer en cap de la BBC Peter Eckersley.
- Henrietta (Nettie) Huxley (1863–1940), casada amb Harold Roller, va viatjar per Europa com a cantant.
- Henry Huxley (1865–1946), es va convertir en un metge generalista de moda a Londres.
- Ethel Huxley (1866–1941), es va casar amb el vidu de la seva germana, John Collier, el 1889.

Les relacions d'Huxley amb els seus familiars i fills eren genials segons els estàndards de l'època, sempre que visquessin les seves vides d'una manera honorable, cosa que alguns no feien. Després de la seva mare, la seva germana gran Lizzie va ser la persona més important de la seva vida fins al seu propi matrimoni. Va romandre en bons termes amb els seus fills, més del que es pot dir de molts pares victorians.
Els descendents de Huxley inclouen fills de Leonard Huxley:
- Sir Julian Huxley FRS va ser el primer director de la UNESCO i un notable biòleg evolutiu i humanista.
- Aldous Huxley va ser un autor famós (Un món feliç 1932, Eyeless in Gaza 1936, The doors of perception 1954).
- Sir Andrew Huxley OM PRS va guanyar el Premi Nobel de Fisiologia o Medicina l'any 1963. Va ser el segon Huxley a esdevenir president de la Royal Society.

Altres descendents significatius d'Huxley, com Sir Crispin Tickell, són tractats a la família Huxley.
Els biògrafs de vegades han observat l'aparició de malalties mentals a la família Huxley. El seu pare va quedar "enfonsat en una imbecil·litat mental pitjor que infantil", i després va morir al Barming Asylum; el germà George va patir "una ansietat mental extrema" i va morir el 1863 deixant greus deutes. El germà James, un conegut psiquiatre i superintendent del Kent County Asylum, tenia 55 anys "gairebé tan boig com qualsevol home sensat". La seva filla preferida, la talentosa Mady (Marian), que es va convertir en la primera esposa de l'artista John Collier, va patir una malaltia mental durant anys. Va morir de pneumònia a vint anys.
Sobre el mateix Huxley tenim un disc més complet. Com a jove aprenent d'un metge, de tretze o catorze anys, Huxley va ser portat a veure una dissecció post mortem. Després es va enfonsar en una "profunda letargia" i, encara que Huxley va atribuir això a una intoxicació per dissecció, Bibby i altres poden tenir raó en sospitar que el xoc emocional va precipitar la depressió. Huxley es va recuperar en una granja, semblant prim i malalt.
El següent episodi que coneixem a la vida d'Huxley quan va patir una depressió debilitant va ser en el tercer viatge de l'HMS Rattlesnake el 1848. Huxley va tenir més períodes de depressió a finals de 1871, i de nou el 1873. Finalment, el 1884 es va enfonsar en una altra depressió, i aquesta vegada va precipitar la seva decisió de retirar-se el 1885, a 60 anys Això és suficient per indicar com la depressió (o potser un trastorn bipolar moderat) va interferir amb la seva vida, però a diferència d'alguns dels altres membres de la família, va poder funcionar molt bé en altres moments.
Els problemes van continuar esporàdicament fins a la tercera generació. Dos dels fills de Leonard van patir una depressió greu: Trevennen es va suïcidar el 1914 i Julian va patir una crisi el 1913, i cinc més en la seva vida.

## Sàtires
Les idees de Darwin i les polèmiques de Huxley van donar lloc a molts dibuixos animats i sàtires. Va ser el debat sobre el lloc de l'home a la natura el que va despertar un comentari tan estès: els dibuixos animats són tan nombrosos que són gairebé impossibles de comptar; El cap de Darwin sobre el cos d'un mico és un dels tòpics visuals de l'època. La "gran pregunta de l'hipocamp" va cridar especial atenció:
- "Monkeyana" (Punch vol. 40, 18 de maig de 1861). Signat "Gorilla", va resultar ser per Sir Philip Egerton MP, naturalista aficionat, col·leccionista de peixos fòssils i patró de Richard Owen.[152] Les dues últimes estrofes inclouen una referència al comentari de Huxley que "La vida és massa curta per ocupar-se amb els assassinats més d'una vegada":[153]

| « | A continuació HUXLEY respon Que OWEN menteix I enganxa la seva cita llatina; Que els seus fets no són nous, Els seus errors no són pocs, Perjudicial per a la seva reputació. Matar dues vegades els assassinats A força del Cervell (Així HUXLEY conclou la seva ressenya) No és més que un treball en va, improductiu de guany, I així us diré "Adéu"! | » |

- "El dilema del goril·la" (Punch 1862, vol. 43, pàg. 164). Les dues primeres línies:

| « | Digues sóc un home o un germà, O només un simi antropoide? | » |

- Informe d'un trist cas recentment jutjat davant l'alcalde, Owen versus Huxley.[154] L'alcalde pregunta si la policia coneix qualsevol dels dos bàndols:

| « | Policia X—Huxley, Senyoria, crec que és una mà jove, però molt viciosa; però Owen que he vist abans. Va tenir problemes amb un vell home d'os, anomenat Mantell, que mai es va poder queixar mentre l'Owen li va punxar els ossos. La gent deia que el vell mai no ho va superar, i Owen el va preocupar fins a la mort; però no crec que fos tan dolent com això. Se sent com l'Owen ocupa la cadira d'un bressol a Bloomsbury. No crec que sigui una reunió harmònica del tot. I Huxley passa l'estona al carrer Jermyn. | » |

El conjunt baix de Huxley incloïa Hooker "a la línia verda i vegetal" i "Charlie Darwin, el colomador"; El "bressol a Bloomsbury" d'Owen era el Museu Britànic, del qual Història Natural era només un departament. Jermyn Street és conegut per les seves botigues de roba d'home, possiblement implicant que Huxley era un dandy.

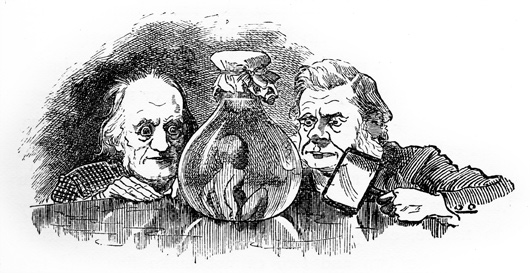
Huxley (dreta) i Richard Owen inspeccionen un "bebè d'aigua" a la il·lustració de 1881 d'Edward Linley Sambourne

- The Water Babies, un conte de fades per a un nadó terrestre de Charles Kingsley (serialitzat a la Macmillan's Magazine 1862–63, publicat en forma de llibre, amb addicions, el 1863). Kingsley havia estat un dels primers a fer una ressenya favorable a L'origen de les espècies de Darwin, després d'haver "des de fa temps... après a no creure el dogma de la permanència de les espècies",[155] i la història inclou una sàtira sobre la reacció a La teoria de Darwin, amb els principals participants científics que apareixen, inclosos Richard Owen i Huxley. El 1892, el net de cinc anys de Thomas Henry Huxley, Julian, va veure la il·lustració d'Edward Linley Sambourne (a la dreta) i va escriure una carta al seu avi demanant-li:

| « | Benvolgut avi, has vist un nadó d'aigua? L'has posat en una ampolla? Es va preguntar si podria sortir? El podria veure algun dia? —El teu estimat Julian. | » |

 Huxley va respondre:
| « | Estimat Julian, mai no podria estar segur d'aquell nadó d'aigua... El meu amic que va escriure la història del nadó de l'aigua era un home molt amable i molt intel·ligent. Potser va pensar que podia veure tant a l'aigua com ell. Hi ha gent que veu molt i d'altres que veuen molt poc en les mateixes coses. Quan siguis gran, m'atreveixo a dir que seràs un dels grans vidents i veuràs coses més meravelloses sobre els nadons d'aigua on els altres no poden veure res. | » |

## Debat sobre el racisme
L'octubre de 2021, un grup d'història d'extrema esquerra que revisava els vincles colonials va dir a l'Imperial College London que, com que Huxley "ara podria dir-se racista", hauria de treure'n un bust i canviar el nom del seu edifici Huxley. El grup de 21 acadèmics s'havia creat arran de les protestes de Black Lives Matter el 2020 per abordar els "vincles de l'Imperial amb l'Imperi Britànic" i construir una "organització totalment inclusiva". Va informar que l'article de Huxley Emancipation – Black and White "esposa una jerarquia racial d'intel·ligència" que va ajudar a alimentar idees al voltant de l'eugenèsia, que "està molt per sota dels valors moderns de l'Imperial", i que les seves teories "podrien anomenar-se ara "racistes" com per molt que va utilitzar les divisions racials i la categorització jeràrquica en el seu intent d'entendre els seus orígens en els seus estudis sobre l'evolució humana". El rector de l'Imperial, Ian Walmsley, va respondre que l'Imperial "enfrontaria, no encobriria, aspectes incòmodes o incòmodes del nostre passat" i això "no era un enfocament de cancel·la cultura. Els estudiants serien consultats abans que la direcció decideixi sobre qualsevol acció a prendre.
Una resposta crítica de Nick Matzke va dir que Huxley era un abolicionista públic i de llarga data que va escriure "la demostració més completa de la diversitat específica dels tipus d'humanitat de cap manera limitarà la ciència a difondre el seu poder sobre les seves atrocitats [dels propietaris d'esclaus]" i "el North està justificada en qualsevol despesa de sang o de diners, que erradicarà un sistema irremeiablement incompatible amb l'elevació moral, la llibertat política o el progrés econòmic del poble nord-americà"; un gran opositor de la posició racista del poligenisme, així com de la posició que algunes races humanes eren de transició (el 1867 Huxley va dir que "no hi havia cap ombra de justificació per a l'afirmació que qualsevol modificació existent de la humanitat ara coneguda havia de ser considerada com una forma intermèdia entre l'home i els animals propers a ell en l'escala de la fauna del món"); un vehement opositor del científic racista James Hunt; i un radical polític que creia en la igualtat de drets i el vot tant als negres com a les dones.